# جورج كافتان
جورج كافتان (بالإنجليزية: George Kaftan)‏ مواليد 22 فبراير 1928 في نيويورك، هو مدرب كرة سلة أمريكي ولاعب سابق. بدأ مسيرته الاحترافية في سنة 1949. تم اختياره من قبل فريق بوسطن سيلتكس خلال الدرافت. يبلغ طوله 6 قدم 3 بوصة (1.9 م). اعتزل اللعب في 1953. أحرز خلال مسيرته في الإن بي إيه 1594 نقطة بمعدل 7.5 نقاط في المباراة الواحدة.

## المسيرة الاحترافية
لعب مع بوسطن سيلتكس من سنة 1948 إلى 1950، ثم لعب مع نيويورك نيكس من سنة 1950 إلى 1952، ثم لعب مع بالتيمور باليتس في موسم 1952–1953.

## روابط خارجية
- جورج كافتان على موقع إن بي أي (الإنجليزية)
- جورج كافتان على موقع سبورتس رفرنس (الإنجليزية)
- جورج كافتان على موقع كلية كرة السلة في سبورتس رفرنس.كوم (الإنجليزية)
- جورج كافتان على موقع ريلجم (الإنجليزية)
- جورج كافتان على موقع بروبوليرز (الإنجليزية)